# Szabó Tamás (szobrász)
Szabó Tamás (Budapest, 1952. október 10.–) Munkácsy Mihály-díjas magyar szobrászművész. A Magyar Művészeti Akadémia tagja (2007).

## Életpályája

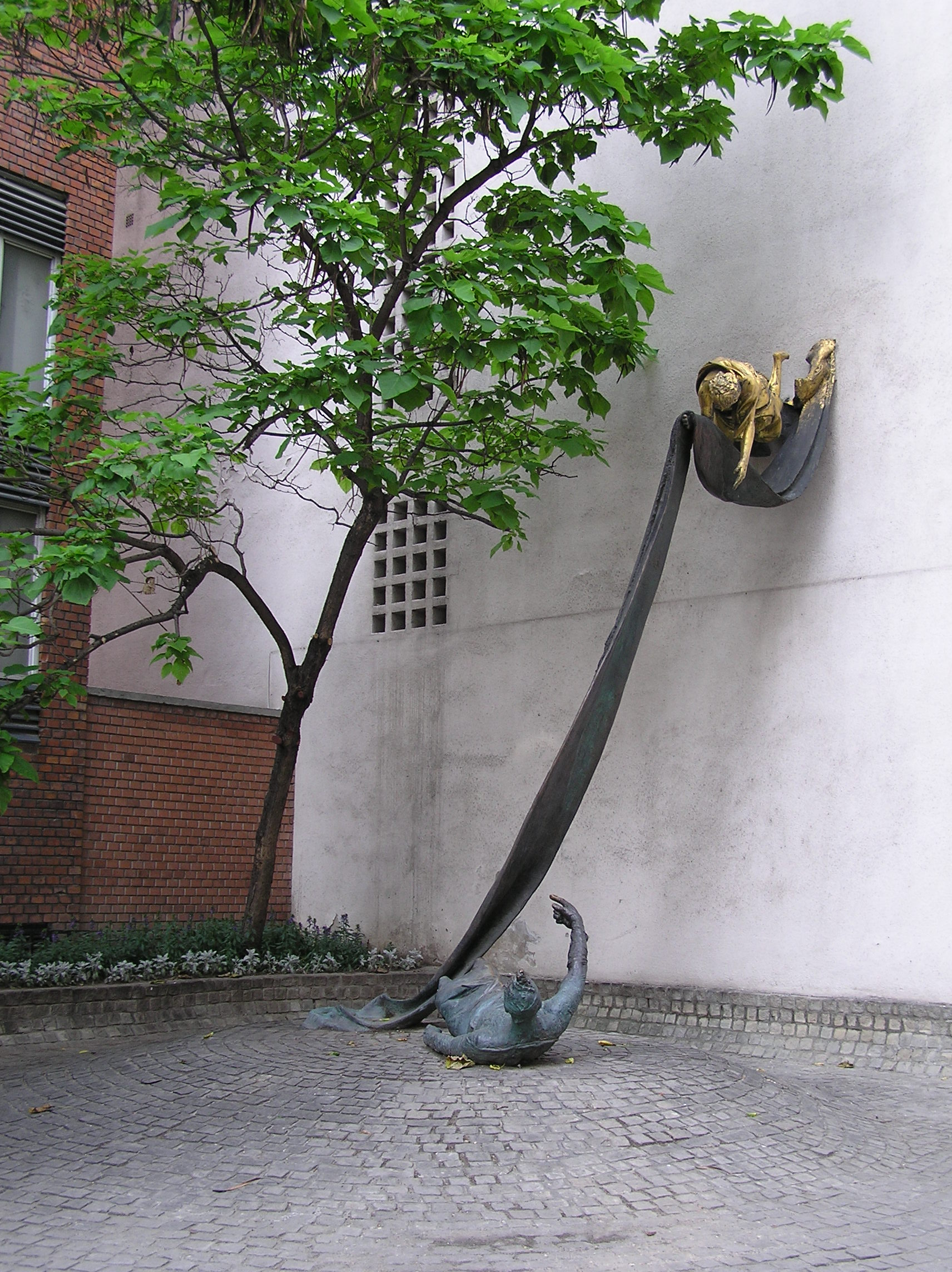
Carl Lutz Emlékmű, Budapest

1974 és 1979 között a Magyar Iparművészeti Főiskola üveg szakán végezte tanulmányait. Diplomájának megszerzése óta folyamatosan képzőművészettel foglalkozik.
Budapesten él, a Százados úti művésztelepen alkot.
A Magyar Képzőművészek és Iparművészek Szövetsége, a MAOE, a Magyar Szobrásztársaság, 2007-től a Magyar Művészeti Akadémia tagja.
Aktív művészetszervező tevékenysége nyomán 2005-ben létrehozta az öt szobrászművészt (Drabik István, Gaál József, Kalmár János, Mata Attila, Szabó Tamás, Taubert László) tömörítő MORPH csoportot, amelynek tagjaként számos hazai és külföldi (Berlin, Bécs, Moszkva) kiállításon vesz részt. Érzékeny megmunkálású kisplasztikák alkotója, kiemelkedőek fejplasztikái, köztük Hajnal című (papír, vegyes technika, 35x30x28 cm, 1979-99), Bekötözött fejű (márvány, 35x27x26 cm), Mária című (bronz, 24 cm, 1989-1999). Egész alakos monumentális szobraira is jellemző az érzékenységet kifejező stílus, köztük 1956-os Emlékmű (bronz, 650 cm, 1990-91, Salgótarján), Carl Lutz Emlékmű (bronz, 550 cm, 1990-91, Budapest).
Reneszánsz alkat. Nemcsak a tökéletes mesterségbeli felkészültség, a szobrászat, a festészet, a grafika ágazatainak párhuzamos művelése miatt hivatkozunk a középkor eme felemelő, tökéletességekre törő stíluskorszakára, hanem e munkásság emberközpontúsága (művészetének figurativitás-őrzése, motívumhasználata, műveinek atmoszférája, sugárzása) miatt is. A szobrokban, az olajképeken, a grafikákon megjelenő alakok félbemaradt, irányultságot nem sejtető mozdulatai, az akciókban és a mozdulatlanságban megragadott testek, a vérbő plaszticitás és a mély tüzű kolorit, a feszültséggel áthatott valóságos és illúzió-tér hol felkorbácsolt szenvedélyek tolmácsolói, hol a fennkölt nyugalom, a fenséges humánum eszmeiségének közvetítői: a mű a küzdő, a megbékélésre vágyó, a vágyait be nem teljesíthető, a lét abszurditásaival szembesülő ember világának tükröztetője.

## Kiállításai (válogatás)

### Egyéni
- 1979 Salgótarján, Ifjúsági Ház
- 1980 Esztergom, Esztergomi Vármúzeum (Makó Judit festőművésszel)
- 1981 Budapest, Ferencvárosi Pincetárlat
- 1982 Szeged, Móra Ferenc Múzeum
- 1983 Salgótarján, Nógrádi Sándor Múzeum (kamarakiállítás a Tavaszi Tárlaton)
- 1984 Budapest, Stúdió Galéria; München, Hungart Imoi Galéria (Kovács Péter festőművésszel és Banga Ferenc grafikusművésszel; Budapest, Fórum Szálló (Makó Judit festőművésszel)
- 1985 Budapest, Dorottya utcai Kiállítóterem
- 1986 Salgótarján, Nógrádi Sándor Múzeum; Heves, Múzeumi kiállítóterem
- 1987 Dömös, Dömösi Galéria (Makó Judit festőművésszel)
- 1988 Hannover, Galéria Borkowsky (Jovián György Festőművésszel); Basel, Art Expo’88
- 1989 Budapest, Bartók 32 Galéria (Szentgyörgyi József festőművésszel)
- 1990 Salzburg, Galéria Kutcha (Kovács Péter és Végh András festőművésszel); Szentendre, Műhely Galéria
- 1992 Balassagyarmat, Horváth Endre Galéria; Budapest, Csontváry Galéria (Makó Judit festőművésszel); Hódmezővásárhely, Tornyai János Múzeum
- 1993 Heidelberg, Neuropa Galéria; Budapest, Vigadó Galéria; Budapest, Erlin Galéria (Véssey Gábor festőművésszel); Salgótarján, József Attila Művelődési Ház
- 1994 Leiden, Galéria Zichy (Makó Judit festőművésszel); Budapest, Pataky Galéria; Budapest, Tamás Galéria (Makó Judit festőművésszel)
- 1995 Szentendre, Vincze Papírmerítő Műhely; Budapest, Körmendi Galéria
- 1996 Tilburg, Exellent Art Promotion (Hollandia); Budapest, Hilton Szálló (Makó Judit festőművésszel); Szolnok, MOL Galéria; Hoppdorf, Galerie 2001 (Hollandia)
- 1997 Budapest, Páholy Galéria
- 1998 Budapest, Gold Art Galéria
- 1999 Szolnok, Szolnoki Galéria
- 2000 Budapest, Vigadó Galéria (Földi Péter festőművésszel és Muzsnay Ákos grafikusművésszel)
- 2001 Budapest, Gold Art Galéria; Budapest, Csók István Galéria (Földi Péter festőművésszel és Muzsnay Ákos grafikusművésszel)
- 2002 Budapest, Erlin Galéria; Budapest, Újszecesszió Galéria; Budapest, Galéria IX; Budapest, Aulich Art Galéria
- 2003 Budapest, Visual Art Hyatt Hotelgaléria
- 2004 Budapest, Olof Palme-ház
- 2005 Budapest, Tokaji Képkeret Szalon (Makó Judit festőművésszel)
- 2006 Budapest, Visual Art Grand Hotel Szobor Galéria
- 2007 Budapest, Ráday Galéria; Budapest, Ráday IX (Szikszai Károly festőművésszel)
- 2008 Budapest, Nemzeti Színház – Zikkurat Galéria; Budapest, Art9 Galéria
- 2009 Budapest, Galéria IX; Szeged, Volksbank Galéria
- 2010 Simontornya Vármúzeum (Makó Judit festőművésszel); Léna & Roselli Galéria, Budapest; Krisztina Palace, Budapest (a Ráday Galéria szervezésében) Konkoly Gyula festőművésszel.

### Csoportos
- 1979 Salgótarján, Tavaszi Tárlat
- 1980 Salgótarján, Tavaszi Tárlat; Budapest, Műcsarnok, Stúdió ’80; Szeged, Nyári Tárlat;Tata, Kuny Domonkos Múzeum, Fiatal Képzőművészek Stúdiója; Egyedi rajz és kis-plasztika; Budapest, Duna Galéria, Fiatal képzőművészek kiállítása
- 1981 Salgótarján, Tavaszi Tárlat; Budapest, Vigadó Galéria, Stúdió ’81; Szeged, Nyári Tárlat; Pécs, Országos Kisplasztikai Biennálé; Miskolc, Országos Grafikai Biennálé
- 1982 Budapest, Műcsarnok, Országos Képzőművészeti Kiállítás; Salgótarján, Tavaszi Tárlat; Budapest, Bartók 32 Galéria, Grafika 1980-1982; Tata, Kuny Domonkos Múzeum, Fiatal Képzőművészek Stúdiója, Egyedi rajz és kis-plasztika; Szeged, Díjazottak kiállítása; Miskolc, Téli Tárlat; Budapest, Műcsarnok, Stúdió ’82; Salgótarján, Nógrádi Sándor Múzeum, Országos Rajzbiennálé
- 1983 Gauting, Kortárs magyar képzőművészeti kiállítás; Salgótarján, Tavaszi Tárlat; Pécs, Országos Kisplasztikai Biennálé; Budapest, Magyar Nemzeti Galéria, Grafikai kiállítás; Hódmezővásárhely, Tornyai János Múzeum, Vásárhelyi Őszi Tárlat
- 1984 Szeged, Nyári Tárlat; Debrecen, Téli Tárlat; Salgótarján, Tavaszi Tárlat; Salgótarján, Nógrádi Sándor Múzeum, Országos Rajzbinnálé; Budapest, Műcsarnok, Országos Képzőművészeti Kiállítás; Budapest, Fényes Adolf Terem, Anyag
- 1984 Budapest, Dürer Terem, Kőrösi Csoma Sándor Emlékkiállítás
- 1985 Pécs, Országos Kisplasztikai Biennálé; Salgótarján, Tavaszi Tárlat
- 1987 Tübingen, Kunsthalle
- 1988 Bari, Arte Fiore ’88; Róma, Külügyminisztérium; Salgótarján, Nógrádi Sándor Múzeum, Országos Rajzbiennálé; Salgótarján, Tavaszi Tárlat
- 1989 Milánó, Studio Panigati; Baden bei Wien, Hotel Sacher; Hódmezővásárhely, Tornyai János Múzeum, Vásárhelyi Őszi Tárlat; Szeged, Táblaképfestészeti Biennálé; Salgótarján, Tavaszi Tárlat
- 1990 Immenstadt, Rathaus; Hódmezővásárhely, Tornyai János Múzeum, Vásárhelyi Őszi Tárlat; Salgótarján, Tavaszi Tárlat; Salgótarján, Nógrádi Múzeum, Országos Rajzbiennálé; Budapest, Budatétényi Galéria, Országos Szobrászrajz Biennálé; Marvinsholm, Ystad Kulturcentrum
- 1992 Budapest, Vigadó Galéria, Dunap’Art kiállítás; Wagen, Künstlerhaus; Wiesbaden, Parlament, Körmendi Galéria kiállítása; Salgótarján, Nógrádi Múzeum, Országos Rajzbiennálé; Hódmezővásárhely, Tornyai János Múzeum, Vásárhelyi Őszi Tárlat; Budapest, Országos Szobrászrajz Biennálé; Budapest, Csontváry Terem, Borfesztivál; Salgótarján, A város 70 éves; Sopron, Dunap’Art kiállítás
- 1993 Salgótarján, Tavaszi Tárlat
- 1993 Budapest, Brit Nagykövetség; Budapest, Csontváry Terem, Borfesztivál; Budapest, Hadtörténeti Múzeum, T-Art Alapítvány kiállítása; Hódmezővásárhely, Tornyai János Múzeum, Vásárhelyi Őszi Tárlat
- 1994 Memmingen, Kreutzlingend; Budapest, Petőfi Csarnok, Tavaszi Tárlat; Budapest, Városliget, Kerengő Galéria; Budapest, Csontváry Terem, Borfesztivál; Hódmezővásárhely, Tornyai János Múzeum, Vásárhelyi Őszi Tárlat
- 1995 Budapest, Eve Art Galéria, Art Stockholm; Budapest, Brit Nagykövetség; Athén, Magyar Nagykövetség; Budapest, Műcsarnok, Helyzetkép, Magyar szobrászati kiállítás; Budapest, Csontváry Terem, Borfesztivál; Uboldo, Nemzetközi Festészeti Kiállítás; Esztergom, Országos Pasztell Biennálé; Köln, Kunstmesse, Erdész-Mensikov Galéria kiállítása;
- 1996 Strasbourg, Art’96, Eve Art Galéria kiállítása; Köln, Kunstmesse, Erdész-Mensikov Galéria kiállítása; Salgótarján, Nógrádi Múzeum, Országos Rajzbiennálé; Hódmezővásárhely, Tornyai János Múzeum, Vásárhelyi Őszi Tárlat
- 1997 Carrara, Palazzo Ina; Mödling, Künstlerhaus; Budapest, Casino Hilton; Budapest, Műcsarnok, Magyar Szalon; Hódmezővásárhely, Tornyai János Múzeum, Vásárhelyi Őszi Tárlat; Szentendre, Erdész Galéria, Művészkonyha; Budapest, Körmendi-Csák Gyűjtemény, Kortárs Magyar Művészet
- 1998 Budapest, Vigadó Galéria, T-Art Alapítvány kiállítása, Paletta
- 1998 Lübeck, Volkshohschule, Magyar művészek kiállítása; Budapest, Műcsarnok, Art Expo ’98; Budapest, Pataky Galéria, Százados úti művésztelep kiállítása; Szeged, Festészeti Biennálé; Hódmezővásárhely, Tornyai János Múzeum, Vásárhelyi Őszi Tárlat; Budapest, Nádor Galéria, Belső rajz; Budapest, Vízivárosi Galéria, Élet és Irodalom-kiállítás; Szentendre, Erdész Galéria, Művészkonyha; Los Angeles, Gallery 825, Art Arena; Los Angeles, Museum of art Downtown, Love és Hate; Los Angeles, World Contemporary Art ’98
- 1999 Szeged, Jubileumi Nyári Tárlat; Budapest, Olof Palme-ház, Kortárs Művészek Első Állandó Kiállítása; Hódmezővásárhely, Tornyai János Múzeum, Vásárhelyi Őszi Tárlat; Stuttgart Bad-Canstadt, Városháza, Dunap’Art kiállítás; Szentendre, MűvészetMalom; Genf, Művészeti Vásár, Csók István Galéria kiállítása
- 2000 Budapest, Olof Palme-ház, II. Állami díjazottak kiállítása; Budapest, Műcsarnok, Dialógus
- 2001 Hódmezővásárhely, Tornyai János Múzeum, Vásárhelyi Őszi Tárlat; Budapest, Műcsarnok, Szobrászaton innen és túl; Budapest, Olof Palme-ház, Dunap’Art Társaság jubileumi kiállítása
- 2002 Esztergom, Országos Pasztellbiennálé; New York, Manhattan, Graphis Center, Artist from the Erlin Gallery
- 2003 Szeged, Nyári Tárlat
- 2006 Budapest, Aulich Art Galéria, MORPH
- 2007 Berlin, Berlini Nagykövetség, MORPH; Bécs, Kollégium Hungaricum, MORPH
- 2007 Szentendre, Művészet Malom, „Mágia”; Budapest, Műcsarnok, Budapest Art Fair
- 2008 Budapest, Budapest Galéria, MORPH; Budapest, KOGART, 2008 évi válogatást bemutató kiállítás; Szeged, Reök Palota, „Élő magyar festészet”
- 2009 Szentendre, Művészet Malom, I. Szobrászati Biennále; Budapest, Zikkurat Galéria, „Festő” – Szobrászok kiállítás; „Rések az időben, rések a térben” – Galéria IX, Budapest; „Arc, pofa, ábrázat” – Ráday Galéria, Budapest; „Hungarikonok” – Petőfi Irodalmi Múzeum, Budapest
- 2010 SzögArt kiállítás – Művésztelepi Galéria, Szentendre; Morph csoportkiállítás – Reök-palota, Szeged

## Alkotásai

### Köztéren és középületben (válogatás)
- 1981: Fríz (bronz, Budapest, XIV. Ajtósi Dürer sor, volt Politikai Főiskola)
- 1985: Kút figurával (bronz, Nagykanizsa, Városi Uszoda); Martinov-portré (bronz, Kiskőrös, Petőfi Műfordítók Parkja)
- 1987: Érintés/Ábrahám és Izsák (bronz, Kiskőrös, Felszabadulás lakótelep)
- 1990: Carl Lutz-emlékmű (bronz, Budapest, Dob utca)
- 1991: Az 1956-os sortűz áldozatainak emlékműve (bronz, műkő, Salgótarján, Vásártér)
- 1992: Vaszary János-portré (bronz, Tata, Országgyűlés tér, Vaszary János Általános Iskola)
- 1997: Barcsay Jenő-portré (bronz, Szentendre, Barcsay tér)
- 2000: Chikán Bálint-portré, domborműves emléktábla (bronz, Szentendre, Művészet Malom; Millenniumi dombormű (bronz, Budapest, V. Városház utca, Régi Vármegyeháza
- 2006: Roma holocaust (gránit, bronz, Budapest, Nehru park; Balázs János emlékmű (bronz, Salgótarján, Pécskő utca)

### Gyűjteményekben (válogatás)
- Herman Ottó Múzeum, Miskolc
- Janus Pannonius Múzeum, Pécs
- Dornyay Béla Múzeum, Salgótarján
- Patkó Imre Gyűjtemény, Győr
- Petőfi Irodalmi Múzeum, Budapest
- Tornyai János Múzeum, Hódmezővásárhely
- Xántus János Múzeum, Győr
- KOGART Kortárs Művészeti Gyűjtemény, Budapest

## Díjak, elismerések
- 1980 Fiatal Képzőművészek Stúdiója, SZOT-díj
- 1981 Nyári Tárlat díja, Szeged
- 1982 Tavaszi Tárlat nagydíja, Salgótarján; Téli Tárlat díja, Miskolc
- 1984 Nyári Tárlat díja, Szeged; Tavaszt Tárlat díja, Salgótarján; Téli Tárlat díja, Debrecen
- 1985 Országos Kisplasztikai Biennálé díja, Pécs; Országos Grafikai Biennálé díja, Miskolc; Tavaszi Tárlat díja, Salgótarján
- 1986-88 Derkovits Gyula képzőművészeti ösztöndíj
- 1990 I. Országos Szobrászrajz Biennálé díja, Budapest
- 1992 Tornyai-plakett, Vásárhelyi Őszi Tárlat, Hódmezővásárhely
- 1995 Claudio Colombo-díj, Nemzetközi Festészeti Kiállítás, Uboldo (Olaszország)
- 2000 Munkácsy Mihály-díj
- 2001 Mester-díj, Vásárhelyi Őszi Tárlat, Hódmezővásárhely
- 2002 Caran d’Ache-díj, Országos Pasztell Biennálé, Esztergom
- 2005 Vásárhelyi Őszi Tárlat, MAOE díja, Hódmezővásárhely
- 2006 Pöchlarn Nemzetközi Művésztelep Szobrászati díja (Ausztria); Hungart-ösztöndíj
- 2007 Vásárhelyi Őszi Tárlat Művészeti Minisztérium díja
- 2008 55. Vásárhelyi Őszt Tárlat Csongrád Megye díja
- 2008 „Rig Rigatar” – Közelkép (Cigányok a Magyar kultúrában) – Oktatási és Kulturális Minisztérium Díja